# Georg Schindler (Politiker)
Georg Schindler (* 14. November 1906; † 22. März 1984) war ein deutscher Kommunalpolitiker.

## Leben
Schindler war Gründungsmitglied des Ortsverbands der CDU in der badischen Gemeinde Kollnau. Am 8. Juli 1945 wurde er von der französischen Besatzungsbehörde als Bürgermeister von Kollnau eingesetzt. Zudem versah er das Amt des Bürgermeisters 20 Monate lang in der Nachbargemeinde Gutach im Breisgau und war auch zwei Monate lang Amtsverweser von Waldkirch.
1948 wurde er erstmals zum Bürgermeister von Kollnau gewählt. Nach mehreren erfolgreichen Wiederwahlen endete seine Amtszeit als Bürgermeister mit dem Zusammenschluss der Gemeinden Buchholz, Kollnau und Waldkirch zur neuen Stadt Waldkirch am 31. Dezember 1974. Danach war er bis zum 31. Dezember 1981 Ortsvorsteher von Kollnau.
Für mehrere Jahre war er Mitglied des Kreistags. Georg Schindler fungierte als Vorsitzender des Verbandes badischer Gemeinden, Vorsitzender des Vereins badischer Bürgermeister und Vorsitzender der Forstkammer Baden-Württemberg.

## Ehrungen
- 1952: Verdienstkreuz am Bande der Bundesrepublik Deutschland
- 1972: Verdienstkreuz 1. Klasse der Bundesrepublik Deutschland
- 1974: Ehrenbürgerwürde der Stadt Waldkirch
- Benennung der Georg-Schindler-Halle in Kollnau